# Awaous macrorhynchus
Awaous macrorhynchus là một loài cá thuộc họ Gobiidae. Nó là loài đặc hữu của Madagascar. Các môi trường sống tự nhiên của chúng là sông và vùng nước cửa sông.